# Artist of Stardom Championship
El Artist of Stardom Championship (Campeonato Artístico de Stardom, en español) es un campeonato de tríos femenino de lucha libre profesional perteneciente a la World Wonder Ring Stardom. Los cinturones de campeonato se introdujeron el 6 de febrero de 2013, cuando llegaron a la oficina de Stardom de su fabricante estadounidense. Los cinturones son raros entre todos los demás cinturones de campeonato de equipo en que son todos de diferente color; Una es azul, una naranja y una rosa. Las campeonas actuales son MaiHimePoi (Himeka, Maika & Natsupoi), quienes se encuentran en su primer reinado como equipo.
El título se anunció por primera vez durante el evento de fin de año de Stardom el 24 de diciembre de 2012, y dos días después, su nombre se reveló como el "Artist of Stardom Championship", con una eliminación de cuatro equipos por una noche de Torneo anunciado para determinar los campeones inaugurales.

## Campeonas
El Campeonato Artístico de Stardom es un campeonato de tríos creado por el World Wonder Ring Stardom a finales de 2012. Las campeonas inaugurales fueron Kawasaki Katsushika Saikyou Densetsu (Act Yasukawa, Natsuki☆Taiyo & Saki Kashima), quienes ganaron un torneo con final en New Year Stars 2013: Stardom Day of the 2nd Anniversary, y desde entonces ha habido 17 distintos equipos y 31 luchadoras campeonas oficiales, repartidos en 18 reinados en total. Además, el campeonato ha sido declarado vacante en seis ocasiones a lo largo de su historia.
El reinado más largo en la historia del título le pertenece a Queen's Quest (Io Shirai, HZK & Viper), quienes mantuvieron el campeonato por 245 días. Por otro lado, un equipo ha tenido un reinado de menos de 15 días: Queen's Quest (AZM, HZK & Io Shirai), sólo 13 días en 2017. Aquel reinado es el más corto en la historia del campeonato.
En cuanto a los días en total como campeonas (un acumulado entre la suma de todos los días de los reinados individuales de cada luchador), Queen's Quest también posee el primer lugar, con 245 días como campeonas en su único reinado. Les siguen Mayu Iwatani, Saki Kashima & Tam Nakano (228 días en su único reinado), Tawashis — Hiroyo Matsumoto, Mayu Iwatani & Miho Wakizawa — (224 días en su único reinado), Threedom — Io Shirai, Kairi Hojo & Mayu Iwatani — (217 días en su único reinado), y Candy Crush — Chelsea, Kairi Hojo & Koguma — (209 días en su único reinado). En cuanto a los días en total como campeonas, de manera individual, Mayu Iwatani posee el primer lugar con 797 días entre sus cuatro reinados como campeona. Le siguen Io Shirai — (747 días en sus seis reinados), Kairi Hojo — (589 días en sus cuatro reinados), Kaori Yoneyama — (436 días en sus cuatro reinados), y HZK — (402 días en sus cuatro reinados).
Por último, Queen's Quest y STARS son los equipos con más reinados, con dos. Individualmente, Io Shirai es la luchadora con más reinados con seis cada uno.

### Campeonas actuales
Las campeonas actuales son Prominence (Risa Sera, Suzu Suzuki & Hiragi Kurumi), quienes se encuentran en su primer reinado en conjunto. Ambas ganaron los campeonatos luego de derrotar a las excampeonas Oedo Tai (Saki Kashima, Momo Watanabe & Starlight Kid) el 29 de diciembre de 2022 en el evento Stardom Dream Queendom 2.
Prominence registran hasta el 12 de julio de 2025 las siguientes defensas televisadas:

### Lista de campeonas
Cada trío se considera independiente, por lo cual los reinados de cada stable también se consideran independientes, excepto si el mismo trío gana más de una vez el título.
|    | Luchador                                                                                      | N.º | Fecha                    | Días | Show o evento                                            | Notas y referencias |
| -- | --------------------------------------------------------------------------------------------- | --- | ------------------------ | ---- | -------------------------------------------------------- | --- |
| 1  | Kawasaki Katsushika Saikyou Densetsu (Act Yasukawa (1), Natsuki☆Taiyo (1) & Saki Kashima (1)) | 1   | 14 de enero de 2013      | 115  | New Year Stars 2013: Stardom Day of the 2nd Anniversary  | Derrotaron a Team Shimmer (Kellie Skater, Portia Perez & Tomoka Nakagawa) en la final de un torneo.                             |
| —  | Vacante                                                                                       | —   | 9 de mayo de 2013        | —    | —                                                        | Debido una lesión de la médula espinal de Yasukawa y Kashima por problemas de salud desde tres meses antes.                     |
| 2  | Chibis (Kairi Hojo (1), Kaori Yoneyama (1) & Yuhi (1))                                        | 1   | 23 de junio de 2013      | 134  | Chapter Two Beginning                                    | Derrotaron a Kimura Monster-gun (Christina Von Eerie, Hailey Hatred & Kyoko Kimura) en la final de un torneo.                   |
| 3  | Kimura Monster-gun (Alpha Female (1), The Female Predator "Amazon" (1) & Kyoko Kimura (1))    | 1   | 4 de noviembre de 2013   | 55   | Stardom 100th Commemorative Tournament                   | [ 6 ] |
| 4  | Tawashis (Hiroyo Matsumoto (1), Mayu Iwatani (1) & Miho Wakizawa (1))                         | 1   | 29 de diciembre de 2013  | 224  | Stardom Yearend Climax 2013                              | [ 7 ] |
| 5  | Tomodachi Mania (Hatsuhinode Kamen (1), Kaori Yoneyama (2) & Tsubasa Kuragaki (1))            | 1   | 10 de agosto de 2014     | 119  | Stardom × Stardom 2014                                   | [ 8 ] |
| 6  | Heisei-gun (Io Shirai (1), Mayu Iwatani (2) & Takumi Iroha (1))                               | 1   | 7 de diciembre de 2014   | 128  | Rookie of Stardom 2014                                   | [ 9 ] |
| —  | Vacante                                                                                       | —   | 14 de abril de 2015      | —    | —                                                        | Debido a una lesión de LCA de Iroha.                                                                                            |
| 7  | Candy Crush (Chelsea (1), Kairi Hojo (2) & Koguma (1))                                        | 1   | 3 de mayo de 2015        | 209  | Golden Week Stars 2015                                   | Derrotaron a Heisei-gun (Io Shirai, Mayu Iwatani & Hazuki) en la final de un torneo.                                            |
| —  | Vacante                                                                                       | —   | 28 de noviembre de 2015  | —    | —                                                        | El título fue declarado vacante por Stardom. Koguma había sido despedido de la empresa desde el 15 de septiembre de 2015.       |
| 8  | Team Hyper Destroyers (Evie (1), Hiroyo Matsumoto (2) & Kellie Skater (1))                    | 1   | 6 de diciembre de 2015   | 84   | Goddesses of Stars 2015                                  | Derrotaron a Io Shirai, Mayu Iwatani & Momo Watanabe y Oedo Tai (Act Yasukawa, Kris Wolf & Kyoko Kimura) por el título vacante. |
| 9  | Threedom (Io Shirai (2), Kairi Hojo (3) & Mayu Iwatani (3))                                   | 1   | 28 de febrero de 2016    | 217  | Osaka Taikai                                             | [ 12 ] |
| 10 | Oedo Tai (Hana Kimura (1), Kagetsu (1) & Kyoko Kimura (2))                                    | 1   | 2 de octubre de 2016     | 93   | Shin-Kiba Taikai                                         | [ 13 ] |
| —  | Vacante                                                                                       | —   | 3 de enero de 2017       | —    | —                                                        | Debido a una lesión en la muñeca de Hana Kimura.                                                                                |
| 11 | Queen's Quest (HZK (1), Io Shirai (3) & Momo Watanabe (1))                                    | 1   | 7 de enero de 2017       | 92   | New Year Stars 2017                                      | Derrotaron a Oedo Tai (Kagetsu, Kyoko Kimura & Viper) por el título vacante.                                                    |
| —  | Vacante                                                                                       | —   | 9 de abril de 2017       | —    | —                                                        | Debido a una lesión de Watanabe.                                                                                                |
| 12 | Queen's Quest (AZM (1), HZK (2) & Io Shirai (4))                                              | 1   | 7 de enero de 2017       | 21   | Grow Up Stars 2017                                       | Derrotaron a Oedo Tai (Hana Kimura, Kagetsu & Rosa Negra) en la final de un torneo.                                             |
| 13 | Hiromi Mimura (1), Kairi Hojo (4) & Konami (1)                                                | 1   | 6 de mayo de 2017        | 29   | GoldenWeek Stars 2017                                    | [ 16 ] |
| 14 | Queen's Quest (AZM (2), HZK (3) & Io Shirai (5))                                              | 2   | 4 de junio de 2017       | 13   | Shining Stars 2017                                       | [ 17 ] |
| 15 | Team Jungle (Hiroyo Matsumoto (3), Jungle Kyona (1) & Kaori Yoneyama (3))                     | 1   | 17 de junio de 2017      | 57   | Shining Stars 2017                                       | [ 18 ] |
| 16 | Queen's Quest (HZK (4), Io Shirai (6) & Viper (1))                                            | 1   | 13 de agosto de 2017     | 245  | Midsummer Champions 2017                                 | [ 19 ] |
| —  | Vacante                                                                                       | —   | 15 de abril de 2018      | —    | —                                                        | Debido el Draft de Stardom. |
| 17 | J.A.N. (Jungle Kyona (2), Natsuko Tora (1) & Kaori Yoneyama (4))                              | 1   | 27 de mayo de 2018       | 126  | Stardom at Osaka                                         | Derrotaron a Oedo Tai (Hana Kimura, Kagetsu & Hazuki) en la final de un torneo.                                                 |
| 18 | STARS (Mayu Iwatani (4), Saki Kashima (2) & Tam Nakano (1))                                   | 1   | 30 de septiembre de 2018 | 228  | Stardom 5★Star Grand Prix 2018 - Grand Champion Carnival | Durante su reinado, Iwatani, Kashima y Nakano formaron al stable llamado "STARS" continuando así su reinado.                    |
| 19 | Tokyo Cyber Squad (Hana Kimura (2), Jungle Kyona (3) & Konami (2))                            | 1   | 16 de mayo de 2019       | 38   | Stardom Gold May 2019                                    | [ 22 ] |
| 20 | STARS (Mayu Iwatani (5), Saki Kashima (3) & Tam Nakano (2))                                   | 2   | 23 de junio de 2019      | 27   | Stardom Saki Kashima's Homecoming                        | [ 23 ] |
| 21 | Oedo Tai (Andras Miyagi (1), Kagetsu (2) & Sumire Natsu (1))                                  | 1   | 20 de julio de 2019      | 126  | Stardom World Big Summer In Osaka                        | [ 24 ] |
| 22 | Queen's Quest (AZM (3), Momo Watanabe (2) & Utami Hayashishita (1))                           | 1   | 23 de noviembre de 2019  | 77   | Stardom Goddess of Stars 2019                            | [ 25 ] |
| 23 | Donna Del Mondo (Giulia (1), Maika (1) & Syuri (1))                                           | 1   | 8 de febrero de 2020     | 280  | The Way to Major League                                  | [ 26 ] |
| 24 | Oedo Tai (Bea Priestley (1), Natsuko Tora (2) & Saki Kashima (4))                             | 1   | 14 de noviembre de 2020  | 32   | Korakuen New Landscape                                   | [ 27 ] |
| 25 | Cosmic Angels (Mina Shirakawa (1), Tam Nakano (3) & Unagi Sayaka (1))                         | 1   | 16 de diciembre de 2020  | 291  | Road to Osaka Dream Cinderella                           | Este es el reinado más largo de la historia del campeonato.                                                                     |
| 26 | MaiHimePoi (Himeka (1), Maika (2) & Natsupoi (1))                                             | 1   | 3 de octubre de 2021     | 237  | Stardom in Nagoya                                        | |
| 27 | Oedo Tai (Saki Kashima (5), Momo Watanabe (3) & Starlight Kid (1))                            | 1   | 28 de mayo de 2022       | 215  | Stardom Flashing Champions                               | |
| 28 | Prominence (Risa Sera (1), Suzu Suzuki (1) & Hiragi Kurumi (1))                               | 1   | 29 de diciembre de 2022  | 115  | Stardom Dream Queendom 2                                 | Fue un 6-women Tag Hardcore Match                                                                                               |
| 29 | REstart (KAIRI (5), Natsupoi (2) & Saori Anou (1))                                            | 1   | 23 de abril de 2023      | 34   | All Star Grand Queendom                                  | Ganaron el campeonato solas, pero luego se incluyeron en el stable Cosmic Angels. KAIRI antes conocida como Kairi Hojo          |
| 30 | Baribari Bombers (Giulia (2), Mai Sakurai (1) & Thekla (1))                                   | 1   | 27 de mayo de 2023       | 221  | Flashing Champions                                       | |
| 31 | Abarenbo GE (Syuri (2), Mirai (1) & Ami Sourei (1))                                           | 1   | 3 de enero de 2024       | 556+ | New Year Stars                                           | |

### Total de días con el título
La siguiente lista muestra el total de días que un equipo o un luchador ha poseído el campeonato, si se suman todos los reinados que posee. Actualizado a la fecha del 12 de julio de 2025.

#### Por equipos
| N.º | Equipo                                                                            | Reinados | Total de días |
| --- | --------------------------------------------------------------------------------- | -------- | ------------- |
| 1   | Cosmic Angels (Mina Shirakawa, Tam Nakano & Unagi Sayaka)                         | 1        | 291           |
| 2   | Donna Del Mondo (Giulia, Maika & Syuri)                                           | 1        | 280           |
| 3   | STARS (Mayu Iwatani, Saki Kashima & Tam Nakano)                                   | 2        | 255           |
| 4   | Queen's Quest (HZK, Io Shirai & Viper)                                            | 1        | 245           |
| 5   | MaiHimePoi (Himeka, Maika & Natsupoi)                                             | 1        | 237           |
| 6   | Tawashis (Hiroyo Matsumoto, Mayu Iwatani & Miho Wakizawa)                         | 1        | 224           |
| 7   | Baribari Bombers (Giulia, Mai Sakurai & Thekla)                                   | 1        | 221           |
| 8   | Threedom (Io Shirai, Kairi Hojo & Mayu Iwatani)                                   | 1        | 217           |
| 9   | Oedo Tai (Saki Kashima, Momo Watanabe & Starlight Kid)                            | 1        | 215           |
| 10  | Candy Crush (Chelsea, Kairi Hojo & Koguma)                                        | 1        | 209           |
| 11  | Chibis (Kairi Hojo, Kaori Yoneyama & Yuhi)                                        | 1        | 134           |
| 12  | Heisei-gun (Io Shirai, Mayu Iwatani & Takumi Iroha)                               | 1        | 128           |
| 13  | J.A.N. (Jungle Kyona, Kaori Yoneyama & Natsuko Tora)                              | 1        | 126           |
| 13  | Oedo Tai (Andras Miyagi, Kagetsu & Sumire Natsu)                                  | 1        | 126           |
| 14  | Tomodachi Mania (Hatsuhinode Kamen, Kaori Yoneyama & Tsubasa Kuragaki)            | 1        | 119           |
| 15  | Kawasaki Katsushika Saikyou Densetsu (Act Yasukawa, Natsuki☆Taiyo & Saki Kashima) | 1        | 115           |
| 15  | Prominence (Risa Sera, Suzu Suzuki & Hiragi Kurumi)                               | 1        | 115           |
| 16  | Oedo Tai (Hana Kimura, Kagetsu & Kyoko Kimura)                                    | 1        | 93            |
| 17  | Queen's Quest (HZK, Io Shirai & Momo Watanabe)                                    | 1        | 92            |
| 18  | Team Hyper Destroyers (Evie, Hiroyo Matsumoto & Kellie Skater)                    | 1        | 92            |
| 19  | Queen's Quest (AZM, Momo Watanabe & Utami Hayashishita)                           | 1        | 77            |
| 20  | Team Jungle (Hiroyo Matsumoto, Jungle Kyona & Kaori Yoneyama)                     | 1        | 57            |
| 21  | Kimura Monster-gun (Alpha Female, The Female Predator "Amazon" & Kyoko Kimura)    | 1        | 55            |
| 22  | Abarenbo GE (Syuri, Mirai & Ami Sourei)                                           | 1        | 556+          |
| 23  | Tokyo Cyber Squad (Hana Kimura, Jungle Kyona & Konami)                            | 1        | 38            |
| 24  | Queen's Quest (AZM, HZK & Io Shirai)                                              | 2        | 34            |
| 24  | REstart (KAIRI, Natsupoi & Saori Anou)                                            | 1        | 34            |
| 25  | Oedo Tai (Bea Priestley, Natsuko Tora & Saki Kashima)                             | 1        | 32            |
| 26  | Hiromi Mimura, Kairi Hojo & Konami                                                | 1        | 29            |

#### Por luchadora
La siguiente lista muestra el total de días que una luchadora ha poseído el campeonato si se suman todos los reinados que posee. Actualizado a la fecha del 12 de julio de 2025.
| N.º | Campeona                     | Reinados | Total de días |
| --- | ---------------------------- | -------- | ------------- |
| 1   | Mayu Iwatani                 | 5        | 824           |
| 2   | Io Shirai                    | 6        | 747           |
| 3   | Kairi Hojo/KAIRI             | 5        | 623           |
| 4   | Saki Kashima                 | 5        | 617           |
| 5   | Tam Nakano                   | 3        | 546           |
| 6   | Maika                        | 2        | 517           |
| 7   | Giulia                       | 2        | 501           |
| 8   | Kaori Yoneyama               | 4        | 436           |
| 9   | HZK                          | 4        | 402           |
| 10  | Momo Watanabe                | 3        | 384           |
| 11  | Hiroyo Matsumoto             | 3        | 365           |
| 12  | Syuri                        | 2        | 836+          |
| 13  | Mina Shirakawa               | 1        | 291           |
| 13  | Unagi Sayaka                 | 1        | 291           |
| 14  | Viper                        | 1        | 276           |
| 15  | Natsupoi                     | 2        | 271           |
| 16  | Himeka                       | 1        | 237           |
| 17  | Miho Wakizawa                | 1        | 224           |
| 18  | Jungle Kyona                 | 3        | 221           |
| 18  | Mai Sakurai                  | 1        | 221           |
| 18  | Thekla                       | 1        | 221           |
| 19  | Kagetsu                      | 2        | 220           |
| 20  | Starlight Kid                | 1        | 215           |
| 21  | Chelsea                      | 1        | 209           |
| 21  | Koguma                       | 1        | 209           |
| 22  | Natsuko Tora                 | 2        | 158           |
| 23  | Kyoko Kimura                 | 2        | 148           |
| 24  | Yuhi                         | 1        | 134           |
| 25  | Hana Kimura                  | 2        | 131           |
| 26  | Takumi Iroha                 | 1        | 128           |
| 27  | Andras Miyagi                | 1        | 126           |
| 27  | Sumire Natsu                 | 1        | 126           |
| 28  | Hatsuhinode Kamen            | 1        | 119           |
| 28  | Tsubasa Kuragaki             | 1        | 119           |
| 29  | Act Yasukawa                 | 1        | 115           |
| 29  | Natsuki☆Taiyo                | 1        | 115           |
| 29  | Risa Sera                    | 1        | 115           |
| 29  | Suzu Suzuki                  | 1        | 115           |
| 29  | Hiragi Kurumi                | 1        | 115           |
| 30  | AZM                          | 3        | 109           |
| 31  | Evie                         | 1        | 84            |
| 31  | Kellie Skater                | 1        | 84            |
| 32  | Utami Hayashishita           | 1        | 77            |
| 33  | Konami                       | 2        | 67            |
| 34  | Alpha Female                 | 1        | 55            |
| 34  | The Female Predator "Amazon" | 1        | 55            |
| 35  | Mirai                        | 1        | 45+           |
| 35  | Ami Sourei                   | 1        | 556+          |
| 36  | Saori Anou                   | 1        | 34            |
| 37  | Bea Priestley                | 1        | 32            |
| 38  | Hiromi Mimura                | 1        | 29            |

### Mayor cantidad de reinados

#### Reinados por equipos
| Reinados | Luchador (es)        |
| -------- | -------------------- |
| 2 veces  | Queen's Quest, STARS |

#### Reinados por luchadora
| Reinados | Luchadora (as)                                                                           |
| -------- | ---------------------------------------------------------------------------------------- |
| 6 veces  | Io Shirai                                                                                |
| 5 veces  | Mayu Iwatani, Kairi Hojo/KAIRI, Saki Kashima                                             |
| 4 veces  | HZK, Kaori Yoneyama,                                                                     |
| 3 veces  | Hiroyo Matsumoto, Jungle Kyona, AZM, Tam Nakano, Momo Watanabe                           |
| 2 veces  | Kyoko Kimura, Hana Kimura, Konami, Kagetsu, Natsuko Tora, Maika, Natsupoi, Syuri, Giulia |